# Paranoid (cântec)
„Paranoid” este un cântec al celui de-al doilea album al formației de britanice de heavy metal Black Sabbath, Paranoid.

## Componență

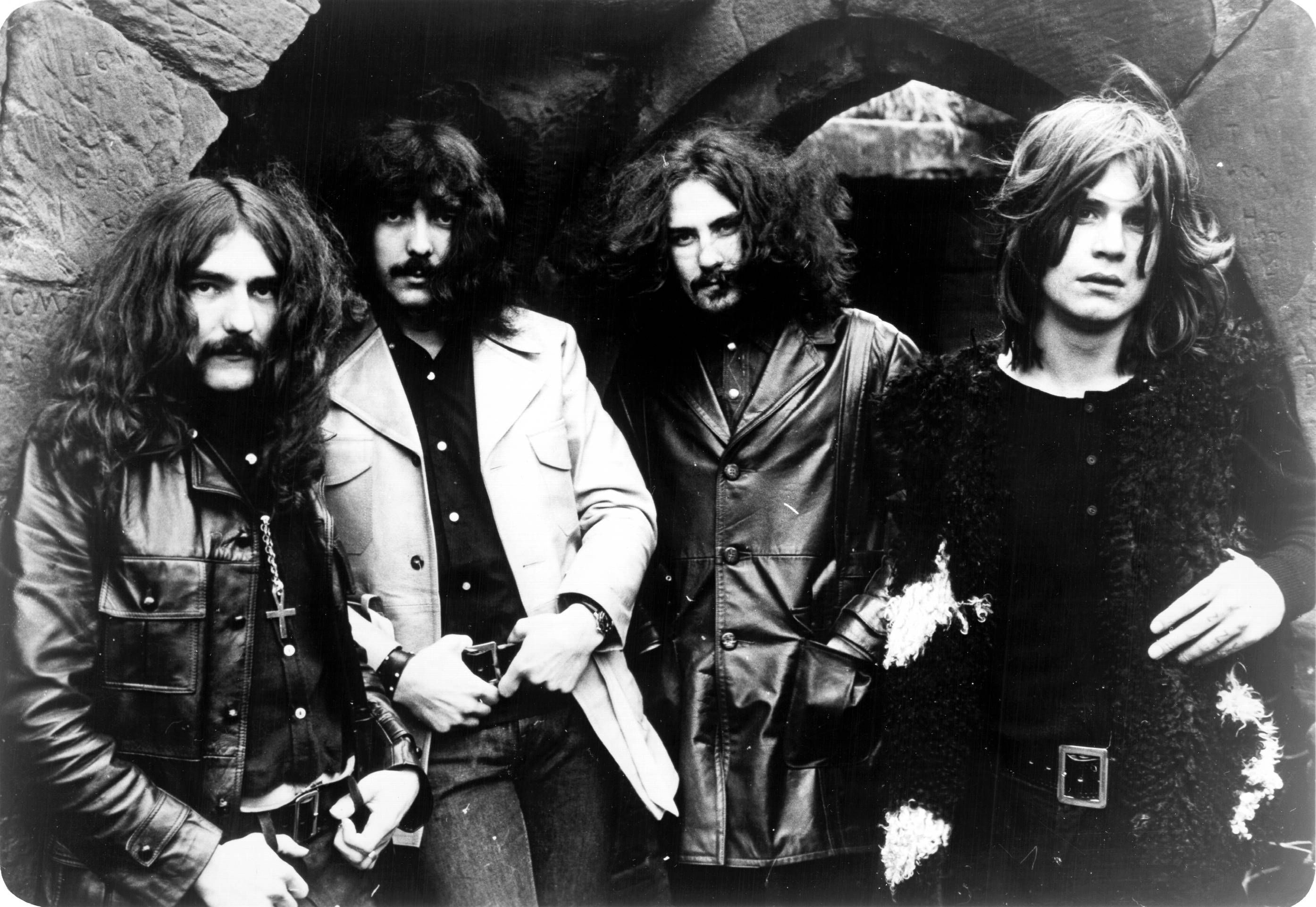
Black Sabbath în 1970. De la stânga la dreapta: Butler, Iommi, Ward, Osbourne.

- Ozzy Osbourne - voce
- Tony Iommi - chitară
- Geezer Butler - chitară bas
- Bill Ward - baterie